# Pilumnus serenei
Pilumnus serenei is een krabbensoort uit de familie van de Pilumnidae. De wetenschappelijke naam van de soort is voor het eerst geldig gepubliceerd in 1988 door Ng.